# Casa Cintet d'Alins
La Casa Cintet d'Alins és una obra d'Alins (Pallars Sobirà) inclosa a l'Inventari del Patrimoni Arquitectònic de Catalunya.

## Descripció
Gran casa formada per diverses dependències cobertes per immensos llosats, al voltant d'una era. La part d'habitatge presenta una façana (la principal) a l'era i una altra al carrer. En aquesta última en la part inferior hi ha dues arcades de mig punt encegades i al nivell del primer pis una porta a la qual s'accedia per una escala de la qual sols es conserva l'arrencament. A la façana principal, ben assolellada, s'obren la major part de finestres i balcons de la casa així com la porta principal. Enfront d'aquesta, a l'altre costat de pati existeix un paller, a la base del qual s'obre un porxo amb dues grans arcades de mig punt que arrenquen directament del sòl; avui una és totalment encegada i l'altre en part.